# La piccola fiammiferaia (film 1928)
La piccola fiammiferaia (La petite marchande d'allumettes) è un film del 1928 diretto da Jean Renoir.

## Trama
È la notte di Capodanno e Karen, una piccola fiammiferaia, vaga per le strade innevate della città cercando di vendere qualche scatola di fiammiferi fra l'indifferenza della gente che passa frettolosa. Affamata e stremata dal freddo, si accoccola sotto una impalcatura precaria e sprofonda in uno stato di allucinazioni. I giocattoli della vetrina di un negozio si animano. Un soldato bello e gentile le prepara una tavola imbandita, servendole pollo e vino, ma l'ussaro che rappresenta la morte fa guerra ai soldatini. Il soldato sottrae Karen alla furia dell'ussaro, la fa salire sul suo cavallo e insieme galoppano lontano. Ma l'ussaro li raggiunge e con la sua sciabola uccide il soldato e cattura la giovane che poi deposita esanime ai piedi di una roccia. Sulla cima della roccia una croce si trasforma in un rosaio fiorito e i petali dei suoi fiori fluttuano nell'aria, andandosi a posare sul viso pallido. Sono i fiocchi della neve che cade silenziosa e ricopre il povero corpo.

## Produzione
Il film fu prodotto da Jean Renoir e Jean Tedesco.

### Soggetto
Il soggetto è tratto dalla fiaba La piccola fiammiferaia di Hans Christian Andersen.

### Riprese
Le riprese avvennero fra l'agosto 1927 e il gennaio 1928.

### Cast
La protagonista è la moglie del regista Catherine Hessling; sarà l'ultimo film di Renoir che interpreterà.

### Sperimentazione tecnico-linguistica
Jean Renoir racconta di aver sperimentato diverse novità tecniche nella realizzazione del film:
Ci facevamo da soli anche gli scenari, i modellini, i costumi, ecc. Sviluppavamo e stampavamo. Ne venne fuori un film non peggiore di tanti altri, con alcune parti fiabesche che interessarono il pubblico e una fotografia, dovuta all'operatore Bachelet, che venne giudicata splendida»
.

### Prima
Le prime proiezioni pubbliche avvennero il 31 marzo 1928 a Ginevra, il 1º giugno 1928 a Parigi.

## Accoglienza
Appena uscito il film fu bloccato da una denuncia di "plagio": la vedova di Edmond Rostand accusò Renoir di aver utilizzato il lavoro del marito che aveva ridotto la favola di Andersen per l'Opéra Comique. Il film restò fermo fino al 1930, quando fu ripresentato nelle sale ridotto a poco più di un terzo e accompagnato da sottotitoli e da un commento musicale non riconducibili al regista.

## Critica
Georges Sadoul scrive: